# Emery Glen
Emery Glen, auch Blind Emery Glenn (* ? in Atlanta; † ?), war ein US-amerikanischer Bluessänger und -gitarrist. Wie einige andere Blues-Musiker aus Atlanta spielte er eine zwölfsaitige Gitarre, stilistisch war er jedoch eher dem Memphis-Blues verwandt. 1927 spielte er für die Plattenfirma Columbia in Atlanta 4 Stücke ein, darunter Two Ways to Texas, Fifth Street Blues und Back Door Blues.
Emery Glens Lebensdaten sind unsicher. Möglicherweise handelt es sich um den Künstlernamen von Emory Glenn (* Mai 1898; † 9. Januar 1942), der 1935 im Adressbuch von Atlanta gelistet wurde.